# Kuzminec (Mihovljan)
 Kuzminec  falu Horvátországban Krapina-Zagorje megyében. Közigazgatásilag Mihovljanhoz tartozik.

## Fekvése
Krapinátóltól 7 km-re keletre, községközpontjától 3 km-re északra a Horvát Zagorje területén fekszik.

## Története
1857-ben 419, 1910-ben 733 lakosa volt. Trianonig Varasd vármegye Zlatari járásához tartozott. A településnek 2001-ben 502 lakosa volt.

## Nevezetességei
Szent Mária Magdolna tiszteletére szentelt kápolnája mai formájában a 17. században épült. A kápolna a Radoboj-Mihovljan út mentén, egy félreeső helyen található. Egy pálos birtokra épült. 1456-ban említik először, és az egyházlátogatások leírásaiból arra lehet következtetni, hogy a kápolnát 1676-ban újjáépítették. A nyugat-keleti tájolású épület tört kőből épült egyterű épületként, háromoldalú szentéllyel és barokk sekrestyével, valamint a főhomlokzat előtti nyitott csarnokkal. A csúcsos bejárat két homorú mélyedéssel van profilozva, amelyek között áthidaló található. A gótikus ajtókeret mellett és a külső oltár felett a főhomlokzaton látható falfestmény 1777-ből származik. A bejárati ajtó felett egy kis fatorony, ún. Dachreiter látható.

## Külső hivatkozások
- A község hivatalos oldala